# کوالمونت (تنسی)
کوالمونت(به انگلیسی: Coalmont) شهری در ایالت تنسی کشور ایالات متحده آمریکا است که جمعیت آن در سرشماری سال ۲۰۱۰ میلادی، ۸۴۱ نفر بوده‌است.